# Pacta adiecta
Pacta adiecta (łac. „umowy dodane”) – w prawie rzymskim umowy zawarte nieformalnie (w przeciwieństwie do kontraktów zawartych z zachowaniem przewidzianych formalności) wyposażone wskutek zaskarżalności (w przeciwieństwie do pozbawionych tej możliwości umów zwanych pacta nuda) poprzez dodanie ich do kontraktu.
Umowy dodatkowe zwiększające zobowiązania (ad augendam obligationem) dłużnika głównego były ważne (zaskarżalne), gdy zawarto je przy zawieraniu kontraktu (pacta in continenti facta), zaś zmniejszające je (ad minuenddam obligationem) mogły być dodane później (pacta ex intervallo).
Pakt służył modyfikacji kontraktu w kwestii elementów nieistotnych (naturalia negotii) lub dodatkowych (accidentalia negotii) bez naruszania istotnych (essentialia negotii).
Typowymi dodatkami przy umowie sprzedaży były:
- lex commissoria – klauzula przepadku, możliwość rozwiązania kontraktu, jeśli kupujący nie zapłaci ceny do określonego terminu; częściowo uiszczona zapłata przepadała na rzecz sprzedawcy[2],
- in diem addictio – zastrzeżenie lepszej oferty, ustalenie terminu, do upływu którego towar może być sprzedany osobie trzeciej oferującej wyższą cenę (dotychczasowy nabywca mógł utrzymać się przy kupnie, jeśli sam zapłacił nową cenę),
- pactum displicentiae – sprzedaż na próbę, kupujący do określonego czasu mógł za zwrotem ceny wycofać się z kontraktu uznając, że towar mu nie odpowiada,
- pactum de retrovendendo – prawo odsprzedaży, przez nabywcę sprzedającemu za tę samą cenę[3],
- pactum de retroemendo – prawo odkupu, przez sprzedającego od nabywcy za tę samą cenę,
- pactum protimeseos – prawo pierwokupu, zastrzeżenie dla sprzedawcy pierwszeństwa zakupu rzeczy (wymóg powiadomienia go o zamiarze zbycia),
- ius retentionis – prawo zatrzymania przez sprzedającego rzeczy sprzedanej do czasu uiszczenia zapłaty[4],
- pactum reservati domini – zachowanie przez sprzedawcę tytułu właściciela do czasu uiszczenia zapłaty,
- constitutum possesorum – posiadanie w imieniu kupującego przez sprzedawcę rzeczy sprzedanej do czasu uiszczenia zapłaty.

Podobnie dodawano pacta do umowy najmu.